# Niton (The Reason)
Pour les articles homonymes, voir Niton.
Singles de Eric Prydz
Pjanoo
(2008) With Me
(2011)
Niton (The Reason) est une chanson du DJ et producteur suédois Eric Prydz. Elle est sortie le 6 février 2011 sur les plateformes de téléchargement. Le clip vidéo sort le 6 décembre 2010 sur Youtube. Le 13 février 2011, le single entre à la 45e place du UK Singles Chart.

## Liste des pistes
| No | Titre                                                | Auteur | Durée |
| -- | ---------------------------------------------------- | ------ | ----- |
| 1. | Niton (The Reason) (Radio Edit)                      |        | 2:45  |
| 2. | Niton (The Reason) (Club Mix)                        |        | 5:36  |
| 3. | Niton (The Reason) (Sigma Remix)                     |        | 6:06  |
| 4. | Niton (The Reason) (Pryda 82 Mix)                    |        | 4:27  |
| 5. | Niton (The Reason) (Treasure Fingers Epicwave Remix) |        | 6:24  |
| 6. | Niton (The Reason) (Original Mix)                    |        | 8:05  |

| 1. | Niton (The Reason) (Radio Edit)   | 2:43 |
| 2. | Niton (The Reason) (Extended Mix) | 5:34 |

## Classement par pays
| Classement (2011)               | Meilleure position |
| ------------------------------- | ------------------ |
| Allemagne (Media Control AG)    | 66                 |
| Belgique (Flandre Ultratip 100) | 25                 |
| Pays-Bas (Single Top 100)       | 82                 |
| Royaume-Uni (UK Dance Chart)    | 7                  |
| Royaume-Uni (UK Singles Chart)  | 45                 |

## Historique de sortie
| Pays        | Date           | Format                 | Label             |
| ----------- | -------------- | ---------------------- | ----------------- |
| Royaume-Uni | 6 février 2011 | Téléchargement Digital | Ministry of Sound |